# Mecysmaucheniidae
Mecysmaucheniidae é uma família de aranhas araneomorfas, parte da superfamília Archaeoidea, com distribuição natural centrada na América do Sul (Chile e Argentina), mas com dois géneros endémicos na Nova Zelândia. Foram encontradas novas espécies em Madagáscar.

## Sistemática
A família Mecysmaucheniidae conta com cerca de 25 espécies descritas agrupadsa em 7 géneros:
Mecysmaucheniinae Simon, 1895
- Aotearoa Forster & Platnick, 1984 (Nova Zelândia)
- Mecysmauchenioides Forster & Platnick, 1984 (Chile, Argentina)
- Mecysmauchenius Simon, 1884 (Chile, Argentina)
- Mesarchaea Forster & Platnick, 1984 (Chile)
- Semysmauchenius Forster & Platnick, 1984 (Chile)

Zearchaeinae Forster & Platnick, 1984
- Chilarchaea Forster & Platnick, 1984 (Chile, Argentina)
- Zearchaea Wilton, 1946 (Nova Zelândia)